# Atlanta Rhythm Section
Atlanta Rhythm Section, abreviado ARS, es una banda de rock sureño norteamericana, formada en 1971. La alineación de la banda consiste en Dean Daughtry (único músico original) y el vocalista Rodney Justo, junto a los guitarristas David Anderson y Steve Stone, y el baterista Jim Keeling. A pesar de no haber cosechado el éxito de bandas como Lynyrd Skynyrd o The Allman Brothers Band, el grupo consiguió una fuerte base de fanáticos en el sur de Estados Unidos, especialmente con las canciones «Doraville», «I'm Not Gonna Let It Bother Me Tonight», «Champagne Jam», «So Into You», «Imaginary Lover», «Do It Or Die», «Neon Nites» y «Spooky».

## Músicos

### Actuales
- Dean Daughtry - voz, teclados (1971-presente)
- Rodney Justo - voz (1971-1972, 1983, 2011-presente)
- Steve Stone - bajo (1986-1988), guitarra (2007), armónica, coros (1988-presente)
- Jim Keeling - batería (1999-presente)
- David Anderson - guitarra, coros (2007-presente)
- Justin Senker - bajo (1992-2011, June 2014-presente)

## Discografía
- Atlanta Rhythm Section (1972)
- Back Up Against the Wall (1973)
- Third Annual Pipe Dream (1974)
- Dog Days (1975)
- Atlanta Rhythm Section (1976)
- Red Tape (1976)
- A Rock and Roll Alternative (1976)
- Champagne Jam (1978)
- Underdog (1979)
- Are you ready? (1979)
- The Boys from Doraville (1980)
- Quinella (1981)
- Live at the Savoy (1981)
- Truth in a Structured Form (1989)
- Eufaula (1999)